# Irakli Kobakhidze
Pour les articles homonymes, voir Kobakhidze.
Irakli Kobakhidze (en géorgien : ირაკლი კობახიძე), né le 25 septembre 1978 à Tbilissi, est un homme politique géorgien. Il est président du Parlement de Géorgie de 2016 à 2019 et Premier ministre depuis le 8 février 2024.

## Biographie

### Études
Après ses études de droit à l’université d'État de Tbilissi de 1995 à 2000, il obtient son master en 2002 et son doctorat en 2006 à l’université Heinrich Heine de Düsseldorf.

### Carrière professionnelle
Il est d’abord professeur adjoint à la faculté de droit de l’université d’État de Tbilissi de septembre 2005 à février 2012, puis professeur associé à l’université du Caucase de septembre 2011 à août 2014, avant de devenir professeur associé à l’université d’État de Tbilissi.
En parallèle il œuvre pour différentes organisations internationales, au Programme des Nations Unies pour le développement (PNUD) de juin 2006 à juillet 2014 (administration territoriale), à l’organisation non gouvernementale Open Society Georgia de janvier 2011 à décembre 2012 (Droits de l’homme et État de droit).

### Carrière politique
En janvier 2015, il est nommé secrétaire général exécutif du Parti Rêve géorgien fondé par Bidzina Ivanichvili. 
Après les élections législatives, remportées par le Rêve géorgien, il est élu président du Parlement le 18 novembre 2016, avec 118 voix contre 3.
Le 21 juin 2019, à la suite de violentes émeutes provoquées par le discours à la tribune du Parlement du député du Parti communiste russe Sergueï Gavrilov, il remet sa démission.
Président du parti majoritaire Rêve géorgien à partir de 2021, il devient Premier ministre le 8 février 2024 en succédant à Irakli Garibachvili, qui lui-même lui succède à la tête du parti.
Le 3 avril 2024, le Premier ministre Irakli Kobakhidze annonce le retour du projet de loi controversé sur les agents de l'étranger, abandonné par le précédent gouvernement en mars 2023 à la suite de manifestations massives,. Le terme « agent de l’étranger » a ainsi été supprimé et remplacé par « organisation servant les intérêts d’une puissance étrangère ». De nouvelles manifestations éclatent en opposition à cette loi à partir du 15 avril suivant. La présidente Salomé Zourabichvili dénonce à nouveau une tentative du gouvernement et du parti Rêve géorgien de compromettre le processus d'adhésion de la Géorgie à l'Union européenne au profit de l'influence russe, et annonce qu'elle utilisera son droit de véto.